# 都威溪
都威溪，又名重安溪，位於台灣東部之縣市管河川，幹流長度5.94公里，流域面積14.80平方公里，分佈於台東縣成功鎮。主流發源於成功鎮忠孝里成廣澳山東測，先向南再迴轉向北流，至博愛里交界處轉向東南東流，於重安南側注入太平洋。